# Zoran Ban
Zoran Ban est un footballeur croate, né le 27 mai 1973 à Rijeka. Il jouait au poste d'attaquant.

## Biographie

### En club

#### Débuts entre Croatie, Italie et Portugal
Ban se révèle dans le club de sa ville natale en Croatie au HNK Rijeka. De 1990 à 1993, il participe à 38 rencontres et marque à 11 reprises.
La Juventus le repère et le transfère à seulement 16 ans. Ban ne participe qu'à 2 rencontres pour les bianconeri en 1993-1994. Il sera successivement prêté à Belenenses et Boavista au Portugal de 1994 à 1996.
En 1996-1997, il évolue pour le Delfino Pescara 1936 en Série B.

#### En Belgique
Durant l'été 1997, Ban rejoint le Royal Excelsior Mouscron en D1 belge pour une somme de 2,5 millions de dollars. Ban remplace en attaque les frères Emile et Mbo Mpenza transférés au Standard de Liège. Il évolue à Mouscron durant deux saisons, pour un total de 21 buts en 42 rencontres.
Le KRC Genk le transfère contre 40 millions de francs belges en 1999 pour remplacer leur attaquant vedette Souleymane Oularé, parti au Fenerbahçe. Il y remporte la Coupe de Belgique en 2000 face au Standard de Liège (4-1). 
La saison suivante, sous la direction de Johan Boskamp, Ban est relégué dans le noyau B.
Zoran Ban revient gratuitement à Mouscron en 2001. Coaché par Hugo Broos, Ban réalise une bonne saison avec 10 buts en 25 matchs. 
À l'été 2002, Lorenzo Staelens est nommé entraineur et Ban subit la concurrence de Marcin Żewłakow, Claude Bakadal, Paul Alo'o Efoulou ainsi que le retour de Mbo Mpenza. Ban est placé sur la liste des transferts. 
En 2003, Ban rejoint un autre club hennuyer de D1 : le RAEC Mons pour la saison 2003-2004.

#### Fin de carrière
À l'été 2004, Ban rejoint le Foggia Calcio en Série C1 mais n'y reste que quelques mois avant de rejoindre le club de ses débuts le HNK Rijeka.
En fin de saison, Ban y prend sa retraite sportive à l'âge de 32 ans.

### En sélection
Ban compte une sélection avec les espoirs croates. Le 3 septembre 1994, il monte au jeu lors de la victoire croate face à Estonie espoirs (1-2).

## Palmarès
- Vainqueur de la Coupe de Belgique en 2000 avec le KRC Genk